# Campeonato Mundial de Triatlón de 2016
El XXVIII Campeonato Mundial de Triatlón fue una serie de nueve competiciones donde la Gran Final se celebró en Cozumel (México) del 11 al 18 de septiembre de 2016. Fue realizado bajo la organización de la Unión Internacional de Triatlón (ITU).

## Etapas
| Fecha                 | Lugar                              | Tipo       |
| --------------------- | ---------------------------------- | ---------- |
| 4 – 5 de marzo        | Abu Dabi ( Emiratos Árabes Unidos) | Estándar   |
| 9 – 10 de abril       | Gold Coast ( Australia)            | Estándar   |
| 23 – 24 de abril      | Ciudad del Cabo ( Sudáfrica)       | Sprint     |
| 14 – 15 de mayo       | Yokohama ( Japón)                  | Estándar   |
| 11 – 12 de junio      | Leeds ( Reino Unido)               | Estándar   |
| 2 – 3 de julio        | Estocolmo ( Suecia)                | Estándar   |
| 16 – 17 de julio      | Hamburgo ( Alemania)               | Sprint     |
| 3 – 4 de septiembre   | Edmonton ( Canadá)                 | Sprint     |
| 11 – 18 de septiembre | Cozumel ( México)                  | Gran Final |

## Resultados

### Medallistas
| Evento    | Oro                            | Plata                                   | Bronce                          |
| --------- | ------------------------------ | --------------------------------------- | ------------------------------- |
| Masculino | Mario Mola · España · pts.     | Jonathan Brownlee Reino Unido pts.      | Fernando Alarza · España · pts. |
| Femenino  | Flora Duffy Bermudas 4691 pts. | Gwen Jorgensen Estados Unidos 4435 pts. | Ai Ueda Japón 3616 pts.         |

### Masculino
| Evento          | Oro                           | Plata                         | Bronce                         |
| --------------- | ----------------------------- | ----------------------------- | ------------------------------ |
| Abu Dabi        | Mario Mola · España           | Richard Murray Sudáfrica      | João Silva Portugal            |
| Gold Coast      | Mario Mola · España           | Fernando Alarza · España      | Jonathan Brownlee Reino Unido  |
| Ciudad del Cabo | Fernando Alarza · España      | Jonathan Brownlee Reino Unido | Dorian Coninx Francia          |
| Yokohama        | Mario Mola · España           | Crisanto Grajales · México    | Kristian Blummenfelt · Noruega |
| Leeds           | Alistair Brownlee Reino Unido | Jonathan Brownlee Reino Unido | Aaron Royle Australia          |
| Estocolmo       | Alistair Brownlee Reino Unido | Jonathan Brownlee Reino Unido | Pierre Le Corre Francia        |
| Hamburgo        | Mario Mola · España           | Jacob Birtwhistle Australia   | Fernando Alarza · España       |
| Edmonton        | Jonathan Brownlee Reino Unido | Mario Mola · España           | Richard Murray Sudáfrica       |
| Cozumel         | Henri Schoeman Sudáfrica      | Jonathan Brownlee Reino Unido | Alistair Brownlee Reino Unido  |

### Femenino
| Evento          | Oro                           | Plata                         | Bronce                        |
| --------------- | ----------------------------- | ----------------------------- | ----------------------------- |
| Abu Dabi        | Jodie Stimpson Reino Unido    | Ashleigh Gentle Australia     | Helen Jenkins Reino Unido     |
| Gold Coast      | Helen Jenkins Reino Unido     | Gwen Jorgensen Estados Unidos | Andrea Hewitt Nueva Zelanda   |
| Ciudad del Cabo | Non Stanford Reino Unido      | Jodie Stimpson Reino Unido    | Flora Duffy Bermudas          |
| Yokohama        | Gwen Jorgensen Estados Unidos | Ashleigh Gentle Australia     | Ai Ueda Japón                 |
| Leeds           | Gwen Jorgensen Estados Unidos | Flora Duffy Bermudas          | Victoria Holland Reino Unido  |
| Estocolmo       | Flora Duffy Bermudas          | Andrea Hewitt Nueva Zelanda   | Helen Jenkins Reino Unido     |
| Hamburgo        | Katie Zaferes Estados Unidos  | Rachel Klamer · Países Bajos  | Gwen Jorgensen Estados Unidos |
| Edmonton        | Summer Cook Estados Unidos    | Sarah True Estados Unidos     | Katie Zaferes Estados Unidos  |
| Cozumel         | Flora Duffy Bermudas          | Gwen Jorgensen Estados Unidos | Charlotte McShane Australia   |

## Medallero
| Núm. | País           | Oro | Plata | Bronce | Total |
| ---- | -------------- | --- | ----- | ------ | ----- |
| 1    | España         | 1   | 0     | 1      | 2     |
| 2    | Bermudas       | 1   | 0     | 0      | 1     |
| 3    | Estados Unidos | 0   | 1     | 0      | 1     |
| 3    | Reino Unido    | 0   | 1     | 0      | 1     |
| 5    | Japón          | 0   | 0     | 1      | 1     |
|      | TOTAL          | 2   | 2     | 2      | 6     |